# Залізнична катастрофа поблизу Ешеде
Залізнична катастрофа під Ешеде — найбільша у світі аварія швидкісного поїзда. Катастрофа сталася у Німеччині 3 червня 1998 року на лінії «Ганновер — Гамбург» поблизу общини Ешеде (район Целле, Нижня Саксонія). Електропотяг ICE 1 № 884 через руйнування бандажа на швидкості 200 км/год зійшов з рейок і врізався у міст. В результаті трагедії загинула 101 людина, 88 були поранені. За кількістю жертв це найбільша залізнична катастрофа в історії післявоєнної Німеччини.

## Хронологія

### Аварія поїзда

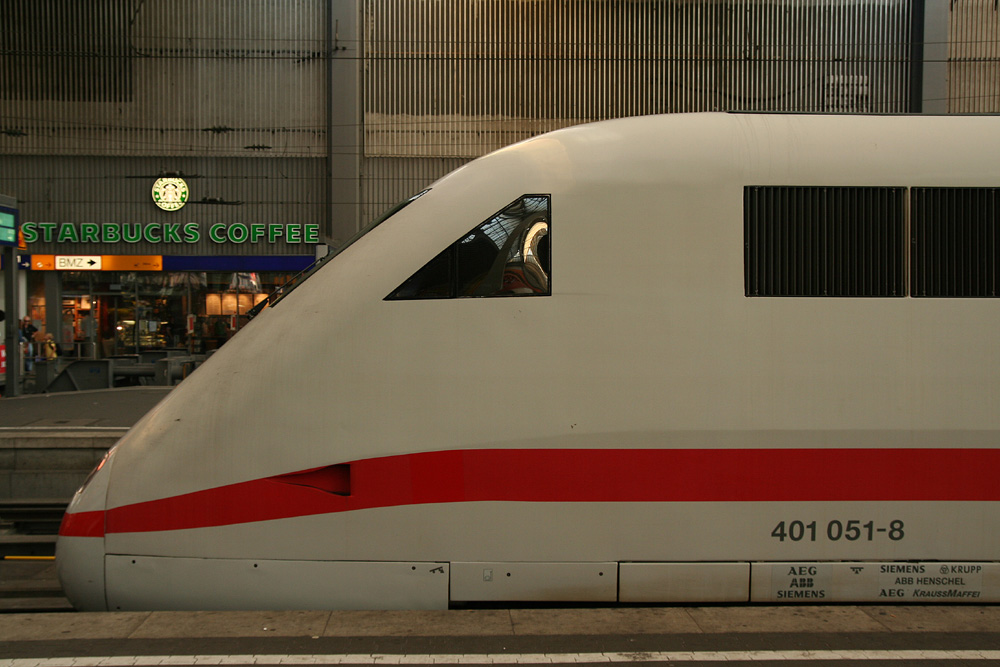
Передній моторний вагон поїзда ICE № 884

У середу 3 червня 1998 року високошвидкісний потяг ICE № 884 «Wilhelm Conrad Röntgen» (2 головних моторних і 12 проміжних причіпних вагонів, 287 пасажирів, поїзд 151) на швидкості 200 км/год прямував з Мюнхена в Гамбург. Близько 10:55 у приблизно шести кілометрах від Ешеде на 55-му кілометрі магістралі у першого причіпного вагона на 3-й колісній парі на правому, по ходу руху, колесі через втому матеріалу відбувається розрив бандажа, який, розігнувшись від доцентрової сили, пронизує підлогу кузова і застряє між кріслами одного з рядів у салоні першого вагона.
Пасажири чують гуркіт і бачать шматок металу, який стирчить між сидіннями з підлоги, а один з них навіть побіг шукати кондуктора, який знаходився в третьому вагоні. Поки кондуктор йде з третього вагона в перший, поїзд продовжує слідувати не зменшуючи швидкості і багато хто з пасажирів заспокоюються. Між тим застряглий шматок обода бандажа починає пошкоджувати елементи рейкового шляху (пізніше був виявлений ряд ушкоджень рейкових скріплень і залізобетонних шпал). Поїзд прямує від місця пошкодження бандажа ще близько шести кілометрів, і менш ніж через 3 хвилини досягає залізничного з'їзду. Цей з'їзд складався з двох стрілочних переводів. Крім цього, в 200 метрах за з'їздом над залізницею проходив залізобетонний автомобільний міст. Приблизно в 10:58 уламок бандажа підчіплює і видирає контррейку першої стрілки, яка протикає підлогу та стелю другого тамбура першого вагону. Від удару колеса другого візка вагона сходять з рейок, але розриву гальмівної магістралі, а, отже, і спрацювання гальм від цього не відбувається.
Досягнувши другої стрілки, одне з коліс що зійшли з рейок, б'є по гостряку і переводить стрілку на бокову колію. Другий причіпний вагон встигає проскочити стрілку до повного її переводу, але другий візок третього причіпного вагона потрапляє вже на бокову колію, хоча перший продовжує ще слідувати по головному. В результаті цього, третій вагон виносить поперек шляху і менше секунди потому, на швидкості 198 км/год він боком врізався в залізобетонну опору автомобільного моста (розташованого в двох метрах від бокової колії) і, підпираємий масою іншої частини рухомого складу потяга, зносить цю опору. Також з'являються перші жертви — вагоном були вбиті на місці двоє шляхових робітників, що знаходилися в цей час близько бокової колії. Від поздовжньої хвилі відбувається розрив автозчеплення, що з'єднує передній моторний вагон з причіпними вагонами. Крім цього, роз'єднується гальмівна магістраль, що призводить до спрацьовування екстрених гальм. Моторний вагон слідує ще 2 кілометри, поки нарешті не зупиняється.
Тим часом перші три причіпних вагони відокремлюються від решти рухомого складу і продовжують за інерцією котитися частково по коліях, частково по щебеню ще кілька сотень метрів. Завдяки щасливому випадку, жоден з пасажирів, які їхали в цих вагонах (у тому числі і в третьому) не загинув. Четвертий вагон встигає проскочити під мостом, який падає, але злітає з укосу і перекинувшись врізається в дерева. Уламки моста падають на задню половину п'ятого вагона, проте накопичена кінетична енергія вириває цей вагон з-під шматків бетону і тягне за шляхами ще кілька десятків метрів. Всі інші вагони починають складатися один в одного зигзагоподібно, причому 6-й (вагон-ресторан), 7-й, 8-й і 9-й вагони виявляється при цьому ще й під уламками 200-тонного моста (вагон-ресторан при цьому був роздавлений до товщини 15 сантиметрів). 10-й, 11-й і 12-й вагони також були серйозно пошкоджені. Нарешті, хвостовий моторний вагон був відірваний і знаходився біля цієї купи уламків відносно неушкодженим.
Від того моменту, як поїзд під'їхав до першої стрілки, до повного знищення вагонів пройшло всього кілька секунд.

### Рятувальна операція
Аварія сталася на межі Ешеде, а один з будинків розташований всього в декількох десятках метрів від мосту, тому сильний шум було добре чути в місті. Також допомогу викликав і машиніст поїзда. У результаті вже об 11:00 до місця аварії приїхали перші поліцейські, але вони відразу не могли зрозуміти, що сталося. Лише між 11:02 і 11:03 начальник патруля доповів про те що поблизу Ешеде сталася аварія потяга. В цей же час пожежна частина та медпункти міста були завалені екстреними викликами від схвильованих гуркотом жителів.
У 11:03 до місця катастрофи стали прибувати перші машини швидкої допомоги, а також німецького відділення Червоного Хреста. В 11:06 лікарі почали надавати першу допомогу потерпілим. Також були викликані в терміновому порядку додаткові бригади медиків з ряду сусідніх міст.
У 11:07 до місця аварії прибули перші пожежні машини, але вже о 11:08 начальник пожежної частини доповів, що ніяких ознак пожежі не спостерігається. У зв'язку з цим пожежники стали використовувати наявне обладнання для розбору уламків. Крім цього, ще до прибуття пожежників на місце, про подію були оповіщені всі пожежні частини округу, два центри медичних вертольотів (в Целле і Ганновері), а також вертолітна ескадрилья в Фассберзі.

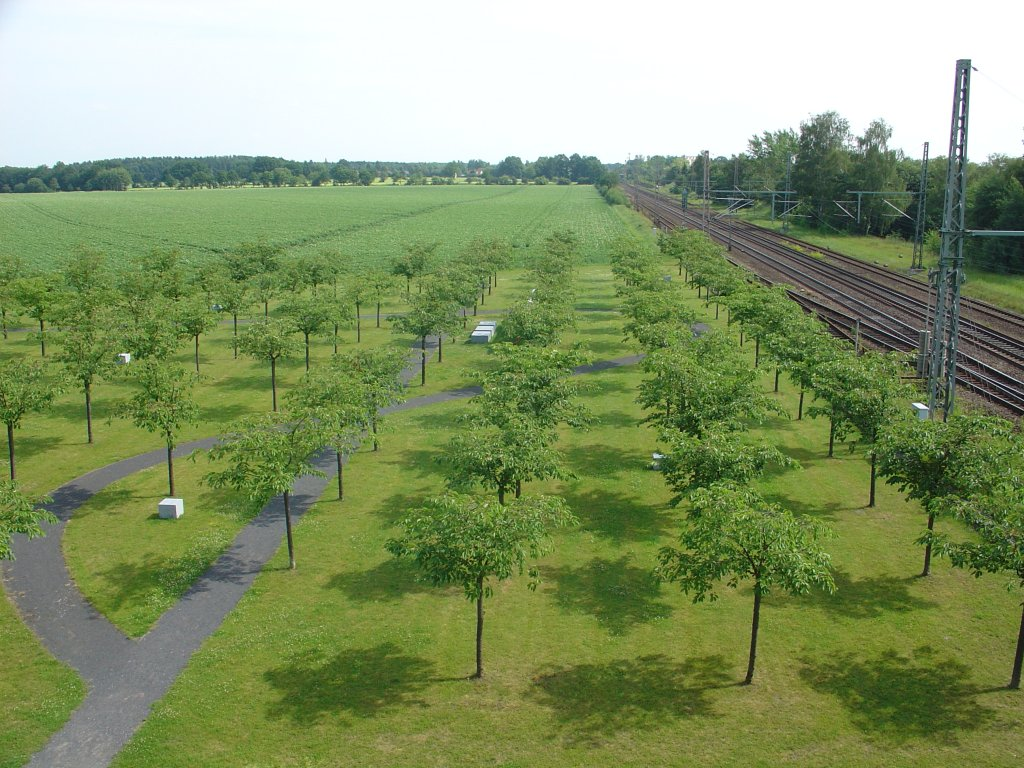
Меморіал загиблим, розташований поблизу місця катастрофи. Вид зверху

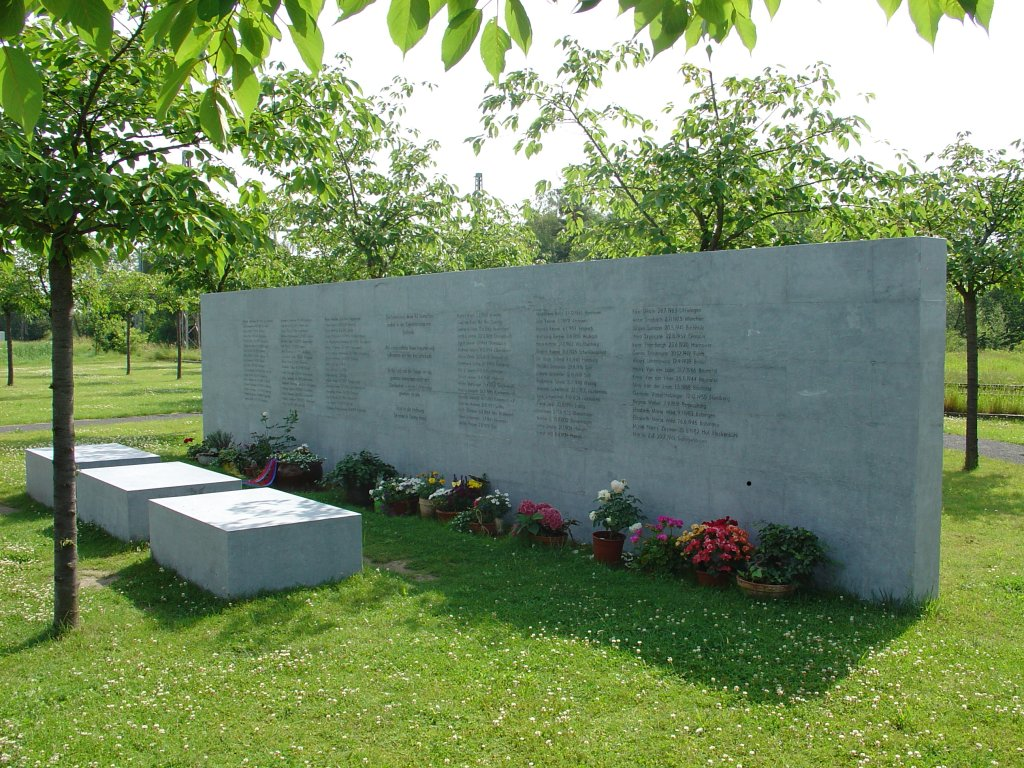
Обеліск з іменами загиблих

У 11:18 Deutsche Bahn офіційно підтвердив зняття напруги з контактного проводу, а о 11:25 рух потягів по магістралі було припинено, що повинно було допомогти в розборі завалів і евакуації поранених. На той час бригади рятувальників вже виявили 40 загиблих і стільки ж поранених. У результаті радіообміну, в 11:42 в Целле було оголошено про початок набору бригади добровольців. О 11:45 створюється оперативний штаб з надання допомоги постраждалим, а у 11:56 був направлений запит про допомогу в пожежне управління Ганновера. Біля місця аварії були швидко споруджені намети, а частина поранених переміщали в розташовану в 270 метрах гімназію. На той час число жертв вже зросло до 87 осіб. На 12 годину на місці працювало вже близько півсотні лікарів, а о 12:05 вертольоти стали відвозити перших тяжкопоранених.